# مايكل براون (كاتب سيناريو)
مايكل براون (بالألمانية: Michael Braun)‏ (و. 1930 – ديسمبر 2014 م) هو كاتب سيناريو، ومخرج أفلام ألماني.

## وصلات خارجية
- مايكل براون على موقع IMDb (الإنجليزية)
- مايكل براون على موقع ألو سيني (الفرنسية)
- مايكل براون على موقع ميوزك برينز (الإنجليزية)
- مايكل براون على موقع أول موفي (الإنجليزية)
- مايكل براون على موقع قاعدة بيانات الأفلام السويدية (السويدية)
- مايكل براون على موقع ديسكوغز (الإنجليزية)
- مايكل براون على موقع قاعدة بيانات الفيلم (الإنجليزية)
- مايكل براون على موقع كينوبويسك (الروسية)